# Schweiz i olympiska sommarspelen 2000
Schweiz deltog i de olympiska sommarspelen 2000 med en trupp bestående av 105 deltagare, 66 män och 39 kvinnor, och de tog totalt nio medaljer.

## Medaljer

### Guld
- Brigitte McMahon - Triathlon

### Silver
- Barbara Blatter - Cykling, mountainbike
- Markus Fuchs, Beat Mändli, Lesley McNaught och Willi Melliger - Ridsport, hoppning lag
- Gianna Hablützel-Bürki - Fäktning, värja, individuellt
- Gianna Hablützel-Bürki, Sophie Lamon, Diana Romagnoli och Tabea Steffen - Fäktning, värja, lag
- Xeno Müller - Rodd, singelsculler
- Michel Ansermet - Skytte, 25 m snabbpistol

### Brons
- Magali Messmer - Triathlon
- Christoph Sauser - Cykling, mountainbike

## Cykling

### Mountainbike
Herrarnas terränglopp
- Christoph Sauser
  - Final — 2:11:21.00 (Brons)

- Thomas Frischknecht
  - Final — 2:12:42.49 (6:e plats)

- Thomas Hochstrasser
  - Final — DNF

Damernas terränglopp
- Barbara Blatter
  - Final — 1:49:51.42 (Silver)

- Chantal Daucourt
  - Final — 1:56:49.53 (11:e plats)

### Landsväg
Herrarnas tempolopp
- Alex Zülle
  - Final — 1:02:34 (33:e plats)

Herrarnas linjelopp
- Markus Zberg
  - Final — 5:30:46 (21:e plats)

- Oscar Camenzind
  - Final — 5:30:46 (37:e plats)

- Mauro Gianetti
  - Final — 5:30:46 (54:e plats)

- Laurent Dufaux
  - Final — 5:30:46 (64:e plats)

- Alex Zülle
  - Final — 5:30:46 (68:e plats)

Damernas tempolopp
- Nicole Brändli
  - Final — 0:45:51 (23:e plats)

Damernas linjelopp
- Yvonne Schnorf
  - Final — 3:06:31 (9:e plats)

- Nicole Brändli
  - Final — 3:06:31 (16:e plats)

- Priska Doppmann
  - Final — 3:10:17 (32:e plats)

### Bana
Herrarnas förföljelse
- Franco Marvulli
  - Kval — 04:34.000 (gick inte vidare)

Herrarnas poänglopp
- Bruno Risi
  - Poäng — 13
  - Varv efter — 2 (12:e plats)

Herrarnas Madison
- Bruno Risi, Kurt Betschart
  - Final — 5 (11:e plats)

## Friidrott
Herrarnas 800 meter
- Andre Bucher
  - Omgång 1 — 01:46.51
  - Semifinal — 01:44.38
  - Final — 01:45.40 (5:e plats)

Herrarnas 110 meter häck
- Paolo Della Santa
  - Omgång 1 — 14.12 (gick inte vidare)

- Raphael Monachon
  - Omgång 1 — 14.8 (gick inte vidare)

Herrarnas 4 x 400 meter stafett
- Nicolas Baeriswyl, Andre Bucher, Laurent Clerc, Alain Rohr
  - Omgång 1 — 03:06.01 (gick inte vidare)

Herrarnas 3 000 meter hinder
- Christian Belz
  - Omgång 1 — 08:33.45 (gick inte vidare)

Herrarnas maraton
- Viktor Roethlin
  - Final — 2:20:06 (36:e plats)

Herrarnas tiokamp
- Philipp Huber
  - 100m — 11.35
  - Längd — DNS
  - Kula — DNS

Damernas 100 meter
- Mireille Donders
  - Omgång 1 — 11.63 (gick inte vidare)

Damernas 200 meter
- Mireille Donders
  - Omgång 1 — 23.44 (gick inte vidare)

Damernas 1 500 meter
- Anita Wyermann
  - Omgång 1 — 04:09.28
  - Semifinal — 04:30.80 (gick inte vidare)

- Sabine Fischer
  - Omgång 1 — 04:10.78
  - Semifinal — 04:06.67
  - Final — 04:08.84 (9:e plats)

Damernas maraton
- Daria Nauer
  - Final — 2:43:00 (38:e plats)

## Fäktning
Herrarnas värja
- Marcel Fischer

Herrarnas sabel
- Laurent Waller

Damernas värja
- Gianna Hablützel-Bürki
- Diana Romagnoli
- Sophie Lamon

Damernas värja, lag
- Gianna Hablützel-Bürki, Sophie Lamon, Diana Romagnoli

## Kanotsport
Sprint
Herrar
Herrarnas K-1 500 m
- Adrian Hermann Bachmann
  - Kvalheat — 01:45,187 (gick inte vidare)

Herrarnas K-1 1000 m
- Adrian Hermann Bachmann
  - Kvalheat — 03:45,705
  - Semifinal — 03:47,479 (gick inte vidare)

Slalom
Herrar
Herrarnas K-1 slalom
- Mathias Roethenmund
  - Kval — 253,02
  - Final — 227,96 (9:e plats)

Damer
Damernas K-1 slalom
- Sandra Friedli
  - Kval — 306,01
  - Final — 262,30 (9:e plats)

## Segling
Finnjolle
- Peter Theurer
  - Lopp 1 — 16
  - Lopp 2 — 13
  - Lopp 3 — (21)
  - Lopp 4 — 4
  - Lopp 5 — 18
  - Lopp 6 — 19
  - Lopp 7 — 8
  - Lopp 8 — 20
  - Lopp 9 — (26) DNC
  - Lopp 10 — 4
  - Lopp 11 — 18
  - Final — 120 (18:e plats)

470
- Lukas Erni och Simon Bruegger
  - Lopp 1 — (30) OCS
  - Lopp 2 — (28)
  - Lopp 3 — 27
  - Lopp 4 — 24
  - Lopp 5 — 20
  - Lopp 6 — 7
  - Lopp 7 — 20
  - Lopp 8 — 26
  - Lopp 9 — 27
  - Lopp 10 — 8
  - Lopp 11 — 25
  - Final — 184 (27:e plats)

Mistral
- Anja Kaeser
  - Lopp 1 — 14
  - Lopp 2 — (16)
  - Lopp 3 — 7
  - Lopp 4 — 7
  - Lopp 5 — 10
  - Lopp 6 — 12
  - Lopp 7 — 13
  - Lopp 8 — 10
  - Lopp 9 — 13
  - Lopp 10 — (18)
  - Lopp 11 — 4
  - Final — 90 (12:e plats)

Starbåt
- Flabio Marazzi och Renato Marazzi
  - Lopp 2 — 14
  - Lopp 3 — 4
  - Lopp 4 — (17) DSQ
  - Lopp 5 — (17) DSQ
  - Lopp 6 — (17) DNF
  - Lopp 7 — 16
  - Lopp 8 — 12
  - Lopp 9 — 6
  - Lopp 10 — 10
  - Lopp 11 — 5
  - Final — 97 (15:e plats)

49er
- Thomas Rueegge och Claude Maurer
  - Lopp 1 — 15
  - Lopp 2 — 6
  - Lopp 3 — 14
  - Lopp 4 — 4
  - Lopp 5 — 10
  - Lopp 6 — (17)
  - Lopp 7 — 8
  - Lopp 8 — 9
  - Lopp 9 — (17)
  - Lopp 10 — 14
  - Lopp 11 — 11
  - Lopp 12 — 15
  - Lopp 13 — 9
  - Lopp 14 — 13
  - Lopp 15 — 12
  - Lopp 16 — 11
  - Final — 151 (15:e plats)

## Simhopp
Herrarnas 3 m
- Jean-Romain Delaloye
  - Kval — 292,68 (45:e plats, gick inte vidare)

Damernas 3 m
- Catherine Maliev — Aviolat
  - Kval — 204,06 (38:e plats, gick inte vidare)

Damernas 3 m parhoppning
- Catherine Maliev — Aviolat, Jacquiline Schneider
  - Final — 256,2 (8:e plats)

## Tennis
Herrsingel
- Roger Federer

## Triathlon
Herrarnas triathlon
- Reto Hug — 1:49:21,30 (→ 8:e plats)
- Markus Keller — 1:50:15,25 (→ 18:e plats)
- Jean-Christophe Guinchard — 1:50:50,76 (→ 24:e plats)

Damernas triathlon
- Brigitte McMahon — 2:00:40,52 (→  Guld)
- Magali Messmer — 2:01:08,83 (→  Brons)
- Sibylle Matter — 2:13:25,38 (→ 36:e plats)